# Вексен
Вексен (Vexin) — історична область на межі Нормандії та Іль-де-Франс. У давнину — область розселення галльського племені веліокассів. За Сен-Клер-сюр-Ептською угодою (911) король Карл Простуватий поступився землями на північ від річки Епт вікінгу Ролло. Внаслідок цього розділення Вексен розпався на Вексен Нормандський (частина Нормандського герцогства, центри — Жизор, Шато-Гайар, Живерні) й Вексен Французький (частина королівського домену, головне місто — Понтуаз). Про бурхливу історію Вексена у XII столітті, коли за володіння ним сперечались королі Франції та Англії Філіп Август і Річард I Левове Серце, нагадують численні замки тієї пори.
|             |  |                  |  |                  |
| Замок Жизор |  | Замок Шато-Гайар |  | Замок Ларошгійон |